# 卡特維爾 (蒙大拿州)
卡特維爾（英語：Carterville）是位於美國蒙大拿州羅斯布德縣的非建制地區。

## 歷史
卡特維爾的郵局於1909年設立，其後於1957年停運。

## 地理
卡特維爾所處的海拔為高於海平面763米（即2503英呎），而該地所採用的時區為UTC-6，即北美山地時區（MST）。同時該地設有夏令時間，為UTC-7調快一小時，即UTC-6（MDT）。